# Batalhão da Guarda de Honra da Guarnição de Pequim
O Batalhão da Guarda de Honra da Guarnição de Pequim (chinês simplificado: 北京卫戍区仪仗大队), oficialmente Guarda de Honra do EPL, é uma unidade especializada de guarda de honra cerimonial do Exército Popular de Libertação (EPL). É composto por representantes do Exército, Marinha, e Força Aérea. Os soldados do sexo masculino no batalhão devem ter pelo menos 1,80m de altura, enquanto as mulheres devem ter pelo menos 1,73m de altura. O batalhão, reportando-se diretamente ao Comissão Militar Central, cai sob o controle operacional do Comando Central do Teatro. Durante os desfiles, o batalhão é liderado por uma guarda-bandeira que porta a bandeira vermelha das forças armadas, uma tradição que começou em 1981.

## História

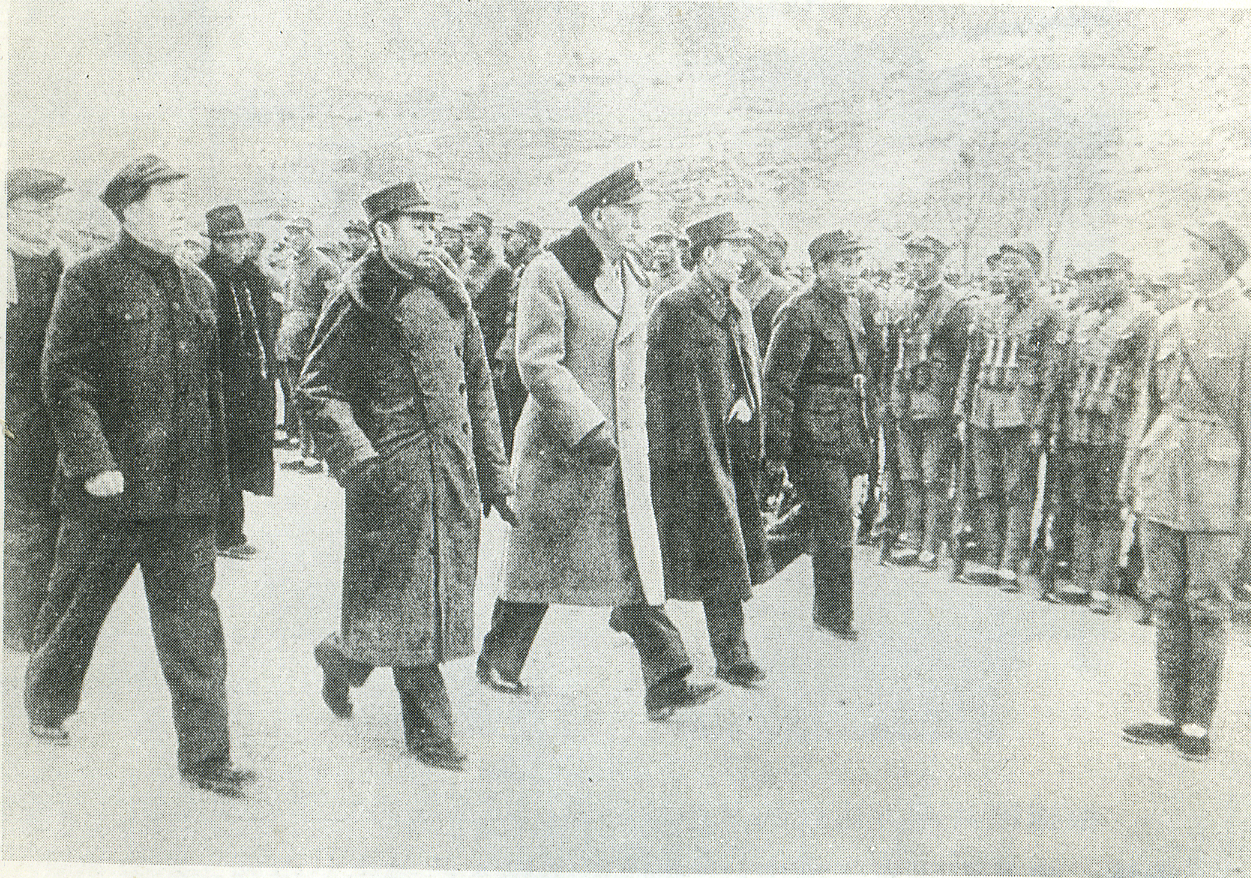
Da esquerda para a direita: Mao Tsé-tung, Zhou Enlai, George Marshall, Zhang Zhizhong, e Zhu De passam em revista o batalhão em 1946.

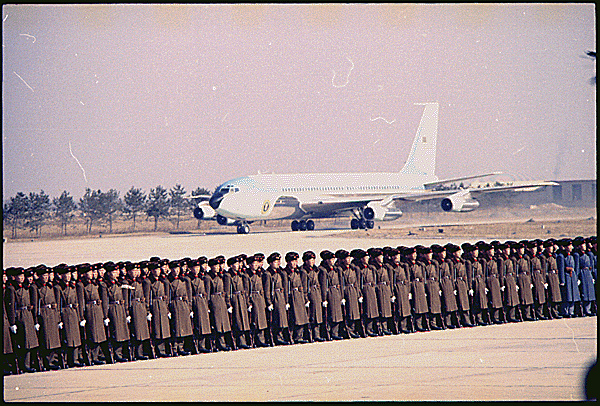
A guarda de honra ampliada em 1972.

Em 1946, a primeira unidade cerimonial chinesa foi formada em Yan'an para saudar a visita do General George Marshall, enviado especial do Presidente dos EUA, Harry Truman. A guarda de honra de 500 membros foi comissionada pelo Comandante-em-chefe do Exército da Oitava Rota, Zhu De, e ensaiou no dia anterior à visita no Aeroporto de Yan'an. A unidade serviria mais tarde sob a recém-formada República Popular da China (RPC) como unidade de protocolo de Mao Tsé-tung para a apresentação de credenciais. Em 16 de outubro, 16 dias após a Proclamação da República Popular da China, membros da unidade prestaram honras ao novo embaixador soviético, Nikolai Roshchin. Em junho de 1953, o Primeiro-Ministro Zhou Enlai ordenou a criação de um batalhão oficial com base na unidade. Na mesma época, o batalhão foi encarregado de proteger as negociações da Guerra da Coreia. Em seus estágios iniciais, foi baseado no campo de Yilong e conduziu apenas pequenas cerimônias de chegada, tais como a do Presidente da Indonésia Sukarno, em 1956, do líder norte-coreano Kim il-Sung e do Premiê soviético Nikita Khrushchev, ambas em 1959. Em 1956, o batalhão tornou-se uma unidade trisserviço e, em setembro de 1957, o Premiê Zhou mudou pessoalmente o relatório do comandante da guarda para: "Camarada [título do líder visitante], a guarda de honra do Exército Popular de Libertação chinês formou-se para sua inspeção", o qual ainda é usado hoje.
Uma de suas primeiras grandes visitas de Estado, na qual o batalhão foi encarregado, foi a visita de Richard Nixon à China em 1972, que estabeleceu o precedente para o protocolo militar chinês sobre visitas de Estado. O batalhão foi incumbido, em maio de 1977, de hastear a bandeira nacional na Praça da Paz Celestial. Esta foi uma das suas funções até dezembro de 1982. Em setembro de 1983, o batalhão foi renomeado para "Guarda-de-honra da 1ª Divisão de Guarda do Exército Popular de Libertação". Em janeiro de 1986, com a aprovação do quartel-general da Região Militar de Pequim, a unidade foi renomeada pela última vez para seu nome atual. Em 2 de março de 1992, Jiang Zemin, Presidente da Comissão Militar Central, assinou uma ordem para atribuir o título honorário do "Modelo Jiangsu da Brigada Yilong" ao Batalhão. Em dezembro de 2017, a Companhia de Guarda-bandeira da Guarnição de Pequim foi oficialmente anexada como parte do batalhão, estando anteriormente sob a Polícia Armada Popular, que tinha sido responsável por cerimônias de hasteamento de bandeiras por 35 anos.

### Soldados do sexo feminino
Em 13 de maio de 2015, 13 soldados chineses do sexo feminino que foram adicionados ao Batalhão e fizeram sua estréia durante a cerimônia de boas-vindas para o Presidente Gurbanguly Berdimuhamedov, do Turquemenistão. Desde então, soldados do sexo feminino estiveram lado a lado com seus colegas do sexo masculino no batalhão em eventos de Estado e em desfiles. Em junho de 2018, o Batalhão criou um destacamento feminino separado composto por 55 guardas de honra do EPL como resultado das reformas na cerimônia de honras militares para líderes estrangeiros. Este destacamento foi revisto pela primeira vez pelo Presidente Russo Vladimir Putin, Presidente do Quirguistão Sooronbay Jeenbekov, e o Presidente Cazaque Nursultan Nazarbayev, durante as suas visitas à capital naquele mês.

## Missão
Suas missões incluem:

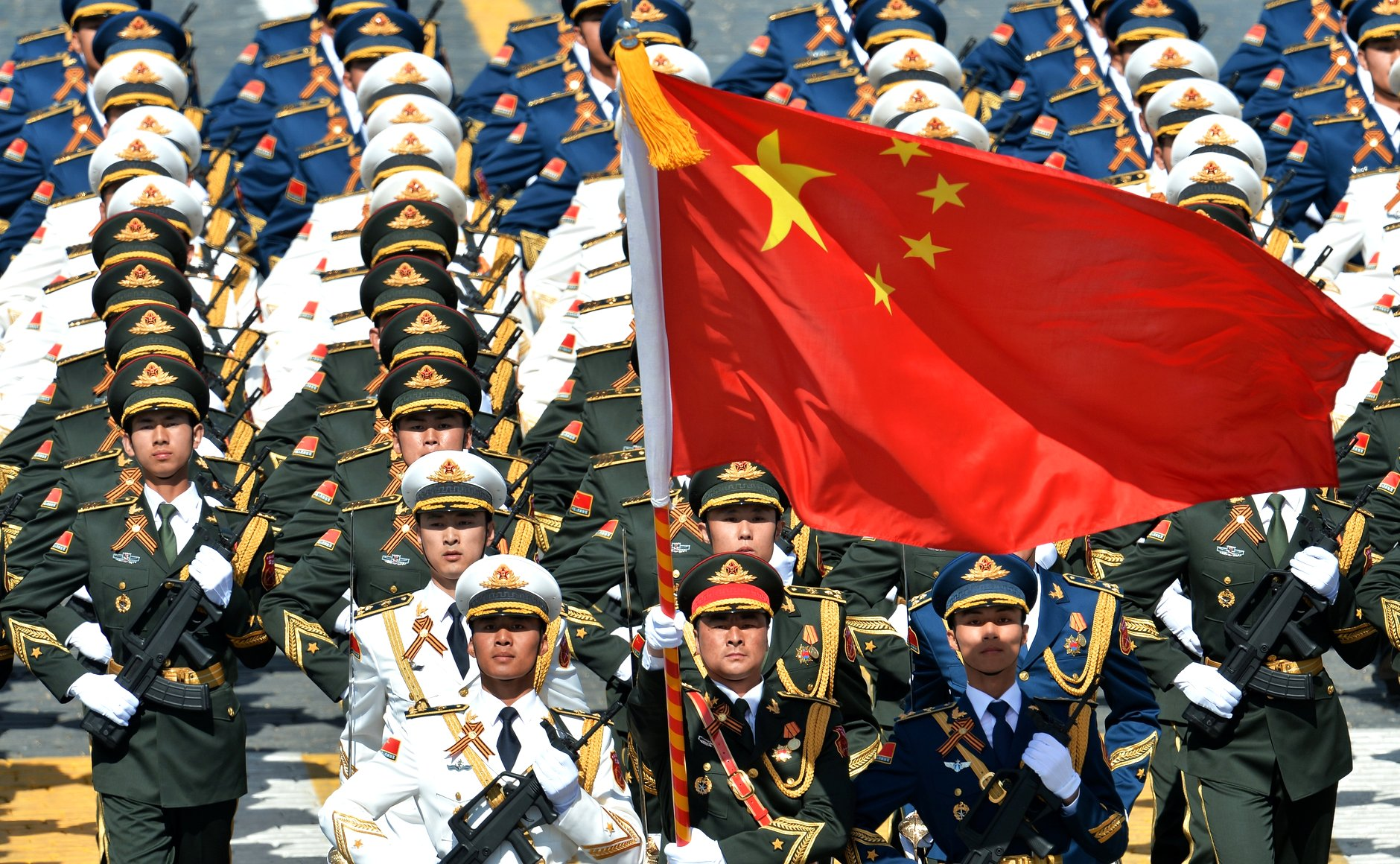
O batalhão no Desfile do Dia da Vitória de Moscovo em 2015.

- Prestar honras a personalidades nacionais de alto escalão e dignitários estrangeiros nas suas visitas à RPC (geralmente no interior ou no pátio do Grande Salão do Povo em Pequim);
- Participar em cerimônias de colocação de guirlandas;
- Fornecer a companhia de guarda-bandeira para o pavilhão nacional nas cerimônias de hasteamento da bandeira na Praça Tiananmen;
- Fornecer guardas de honra para funerais de Estado de altos funcionários do partido e da República, veteranos falecidos do EPL e militares e mulheres da ativa mortos em combate.

### Acontecimentos e atividades notáveis relacionados com a missão
Realiza a troca da guarda na Praça da Paz Celestial, assim como o hasteamento da Bandeira da China (de 1977 a 1982 e a partir de 2018). Também se apresentou em eventos sociais, tal como nos Jogos Olímpicos de Verão de 2008, nos Jogos Asiáticos de 2010 e nos Jogos Olímpicos de Inverno de 2022. Membros do Batalhão hastearam a bandeira nacional chinesa em Hong Kong em 1997 e em Macau em 1999. Desde 1984, foi também a primeira unidade a ser inspecionada e desfilar na Praça da Paz Celestial para o Dia Nacional da República Popular da China, tendo participado nos 35º, 50º, 60º e 70º aniversários da República Popular da China. Também participaram na Desfile do Dia da Vitória da China em 2015.
Participa igualmente em obrigações internacionais, tais como no desfile militar de 16 de Setembro na Cidade do México em 2010 e 2013, nos Desfiles do Dia da Vitória em Moscou em 2015 e 2020, bem como no desfile no Dia do Paquistão em 2015 e 2017. Além disso, também participou no Desfile do Dia da Independência em Caracas em 2011, no Desfile do Dia da Independência em Minsk em 2018 e 2019, e no desfile da Festa della Repubblica em Roma em 2011. Durante o desfile em Moscovo, o contingente liderado por Li Bentao surpreendeu centenas de moradores ao cantar Katyusha, a famosa canção do tempo de guerra, durante a marcha de volta ao seu aquartelamento durante um ensaio noturno. Em setembro de 2015, a equipe de ordem-unida do batalhão participou no Festival de Música Militar da Torre Spasskaya e Tatuagem com o Grupo Militar Central do Exército Popular de Libertação da China, a convite do Tenente-General Valery Khalilov, o Diretor Sênior de Música do Serviço de Banda Militar das Forças Armadas da Rússia.
Em Abril de 2001, o Ministro da Defesa e futuro Presidente do Gabão, Ali Bongo, foi convidado a visitar a China. Depois de passar em revista a guarda de honra na chegada, ele propôs ao seu homólogo chinês, Chi Haotian, que os membros do batalhão fossem ao Gabão para ajudar a criar e treinar unidades cerimoniais profissionais nas Forças Armadas Gabonesas. Em março de 2003, após pouco menos de três anos, o Ministério da Defesa Nacional concordou com o pedido de Bongo e enviou quatro oficiais, liderados pelo Tenente-Coronel Wang Yuanjing, para Libreville no final de novembro daquele ano, após o que permaneceram para treinar as tropas gabonesas durante mais de 6 meses. Isso marcou a primeira vez que qualquer membro da guarda de honra chinesa treinou uma unidade cerimonial estrangeira.
Mais tarde, o Batalhão visitaria outros países como a República Democrática do Congo, Ruanda, Mauritânia e Qatar para treinar suas guardas de honra, bem como soldados da ativa para desfiles. Durante o Desfile do dia Nacional do Catar em 2017, os soldados em desfile adotaram o estilo de marcha chinês, resultado do treinamento recebido. Da mesma forma, durante o desfile da Força de Defesa do Ruanda, em homenagem aos 25 anos do fim do genocídio em Ruanda, soldados FDR treinados na China marcharam no passo de ganso pela primeira vez, bem como comandos gritados em mandarim ao que os soldados respondem com "Um! Dois!", o que é feito de forma semelhante na guarda de honra chinesa.

### Na cultura popular
Várias reportagens, bem como filmes, foram focados no batalhão, com algumas estações de notícias, incluindo a ABC relatado sobre o assunto. A série televisiva Soldados cerimoniais da China (em chinês:  中国仪仗兵) estreou pela CCTV no Dia Nacional, em 2001. A série de oito episódios foi dirigida por Zeng Xiaoxin e estrelada pelos soldados Yan Fan, Pan Yaowu e Li Bentao. O show enfoca a história e o estilo dos guardas de honra no EPL, bem como o regime de treinamento duro dos guardas para seus deveres cerimoniais. A minissérie foi co-produzida pelo Departamento de Artes do EPL e a CCTV. Em julho de 2016, a unidade lançou uma reportagem especial chamada Contando histórias das poderosas Forças Armadas na televisão estatal. O batalhão realiza frequentemente Jornadas de Comunicação Social, durante as quais os jornalistas têm acesso às suas instalações de treinamento. Durante um dia de imprensa em agosto de 2011, Yang Caiwei da rede de TV cabo Sanlih E-Television, em Taiwan, descreveu estes dias como "realmente um sinal de que o EPL está se tornando cada vez mais aberto".

## Uniforme cerimonial

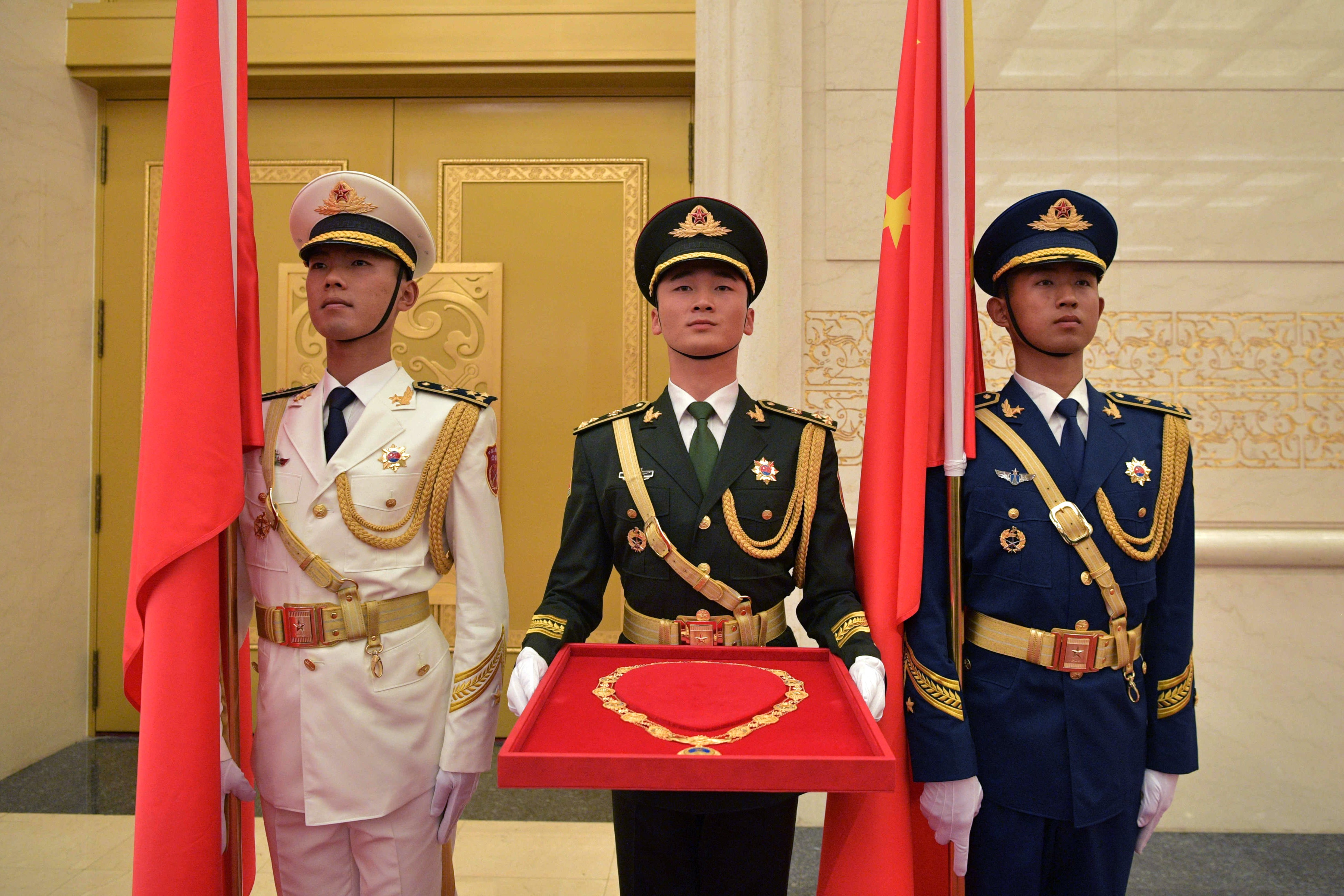
Uma guarda de honra de três serviços em seu distintivo uniforme Tipo 07.

Desde a sua fundação até 1955, o Batalhão não tinha uniforme cerimonial oficial e apenas usava sobretudos capturados do Exército Imperial Japonês após a Segunda Guerra Mundial. A partir de 1955, o batalhão usou uniformes cerimoniais chineses pela primeira vez. Eles continuariam a usar esses uniformes até 1º de junho de 1965, quando voltaram a usar uniformes regulares de infantaria pelos próximos 20 anos. Em 1987, a Comissão Militar Central da China ordenou uma reforma dos uniformes do exército, ordenando novamente os uniformes cerimoniais do batalhão, e em 1º de outubro de 1992, o batalhão ganhou sabres cerimoniais que utilizou pela primeira vez durante a visita do Presidente Nelson Mandela. Hoje, a unidade utiliza o uniforme Tipo 07 das três forças.

## Bateria de Salvas
A Bateria de Salvas de Honra do Estado do EPL (em chinês:  中国人民解放军陆海空三军仪仗队礼炮中队) é a bateria de artilharia de salvas cerimoniais do batalhão, sendo a única unidade desse tipo na República Popular da China. Em agosto de 1949, na reunião preparatória para a cerimônia de proclamação da RPC, o presidente Mao Tsé-tung propôs que uma salva fosse disparada na cerimônia, o que foi endossado pelos participantes. De acordo com a prática internacional, a especificação mais elevada é a salva de 21 canhões, no entanto, Mao propôs aumentar este número para 28 para comemorar os 28 anos do nascimento do Partido Comunista Chinês em 1949. Após a reunião, Mao pediu a Tang Yongjian, diretor da Divisão de Treinamento da Região Militar do Norte da China, que redigisse uma descrição do som da salva. Tang rapidamente apresentou o relatório a Mao, que o assinou imediatamente. Gao Cunxin, comandante das forças especiais da Região Militar do Norte da China, foi encarregado de despachar 108 canhões ligeiros de montanha de Zhangjiakou, que eram principalmente canhões de montanha capturados do Exército Imperial Japonês e que foram convertidos para o papel cerimonial. A salva foi mais tarde referida como a "salva de primeira geração". Após o anúncio oficial da RPC ter ocorrido na cerimônia de fundação, o comando telefônico: "Salva!" foi dado para sinalizar o disparo da salva pelos canhões.
Em 13 de junho de 1961, o presidente Sukarno visitou a China numa segunda viagem, durante a qual os canhões soaram mais uma vez durante a cerimônia de boas-vindas, realizada no aeroporto a pedido do governo indonésio. Em 1º de agosto de 1963, a Companhia de Salva do Campo de Yilu (formalmente conhecida como Companhia de Salva do Exército Popular de Libertação) foi formalmente estabelecida em Nanyuan e foi dada a tarefa de agir como uma bateria de salva pelo Premier Zhou Enlai. Pouco depois do início do Revolução Cultural, as salvas de canhões pararam de ocorrer. Esta prática foi revivida em março de 1984 pela Polícia Armada Popular (PAP) como uma unidade separada da unidade original do EPL e em dezembro de 2017, as duas unidades se fundiram para se tornarem a bateria de salva de artilharia do EPL, que se reporta ao quartel-general do Batalhão. Hoje, a bateria está armada com o canhão de campanha Tipo 60 de 122mm convertido ao papel cerimonial.

## Galeria

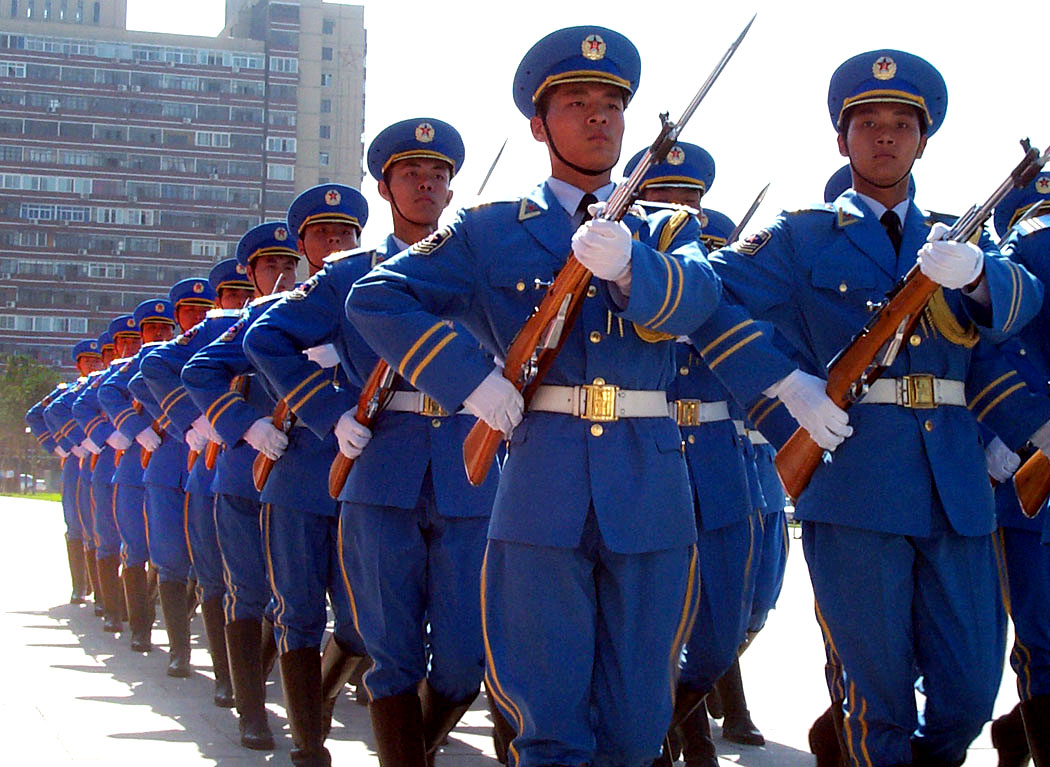
Aviadores durante uma cerimônia de chegada.
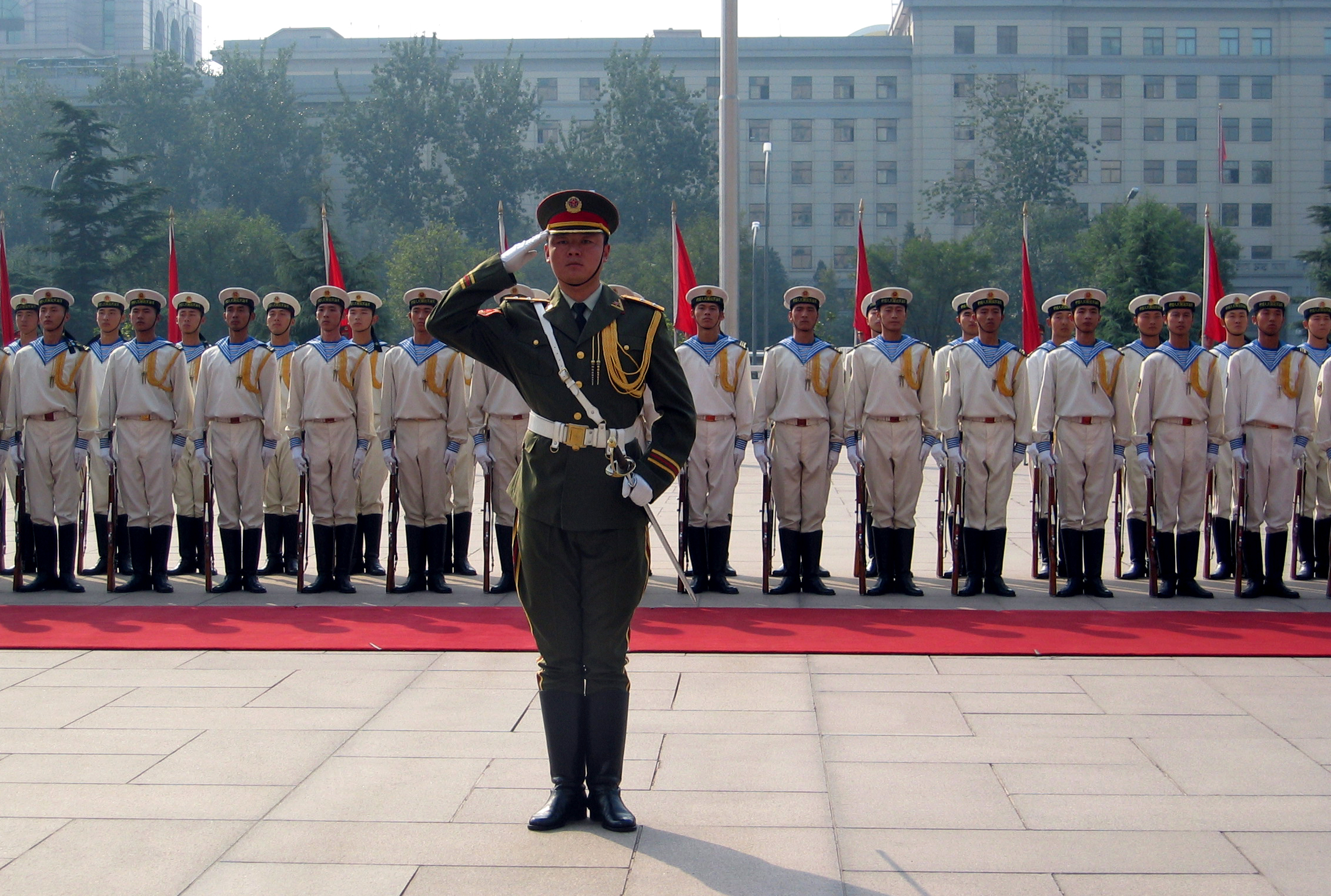
Marinheiros do batalhão, bem como o comandante, em posição de sentido durante a visita de Donald H. Rumsfeld a Pequim, em 19 de outubro de 2005.
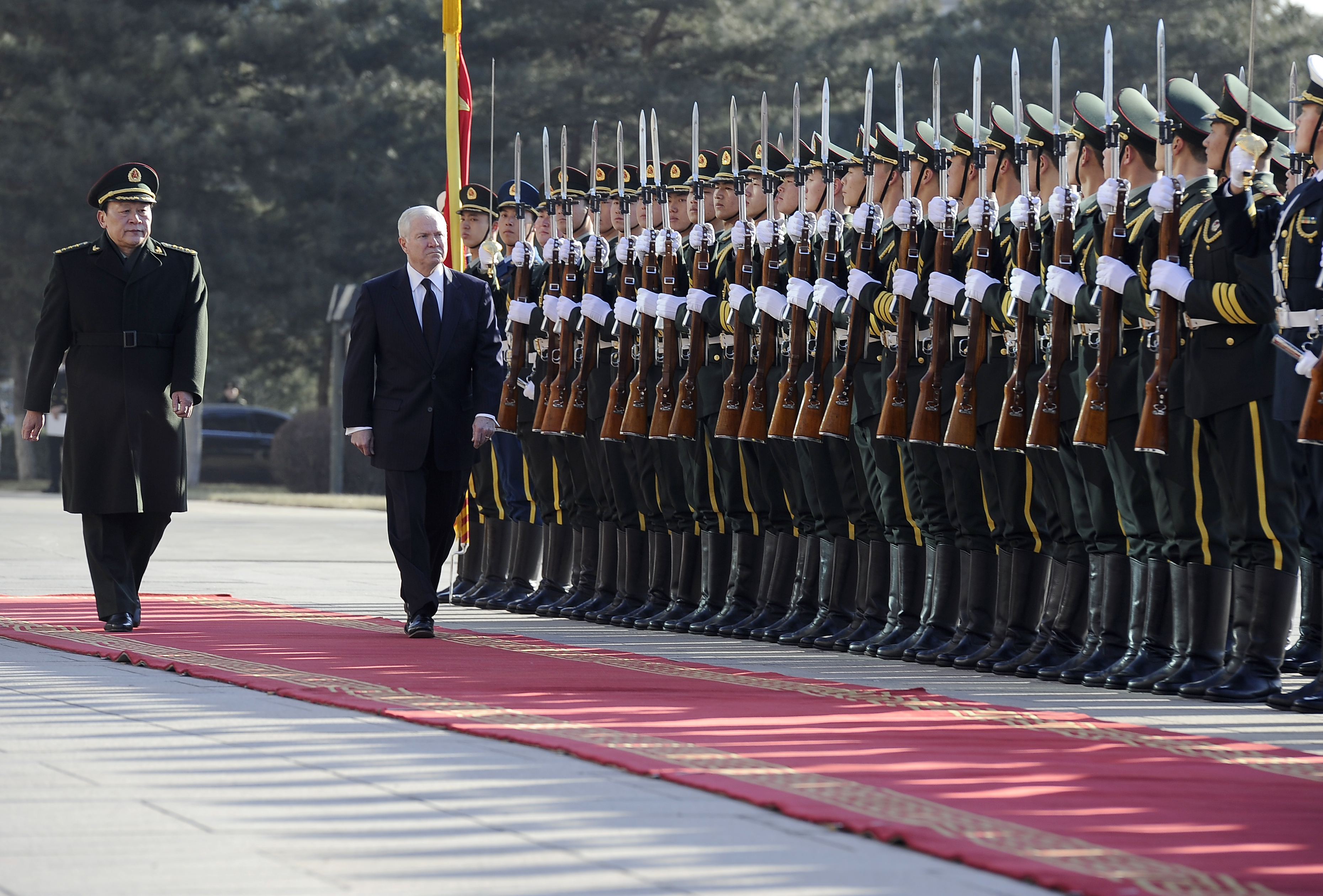
Robert Gates passando em revista o batalhão no Edifício Bayi, em janeiro de 2011.
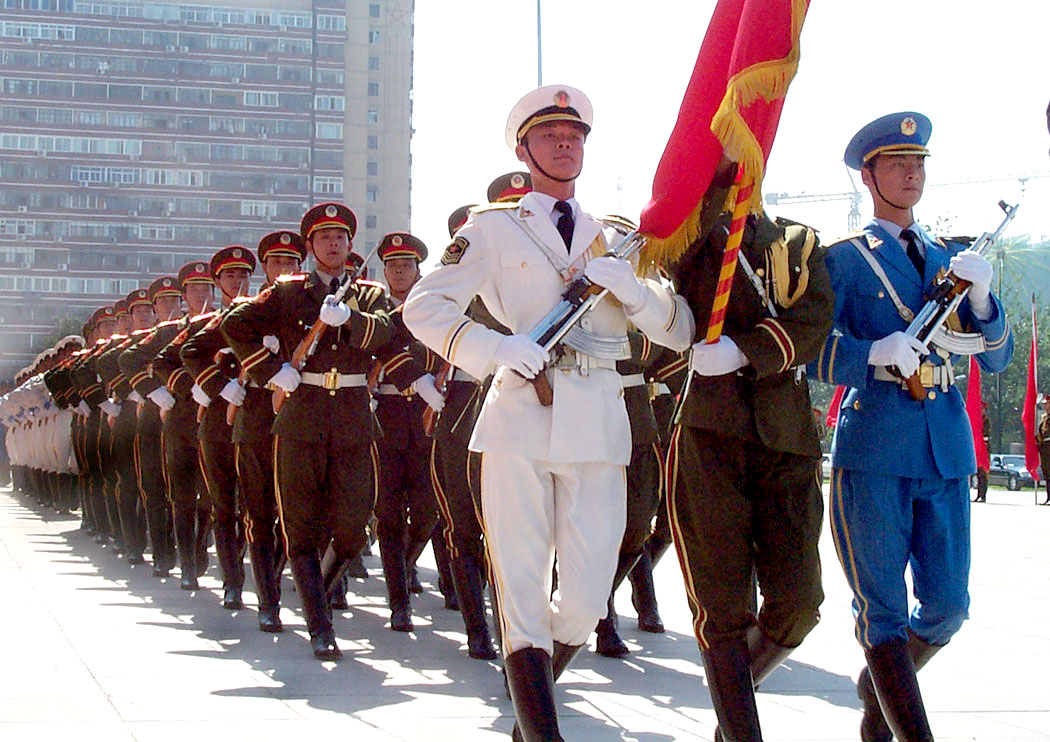
A guarda-bandeira tripartite liderando o batalhão durante um desfile.
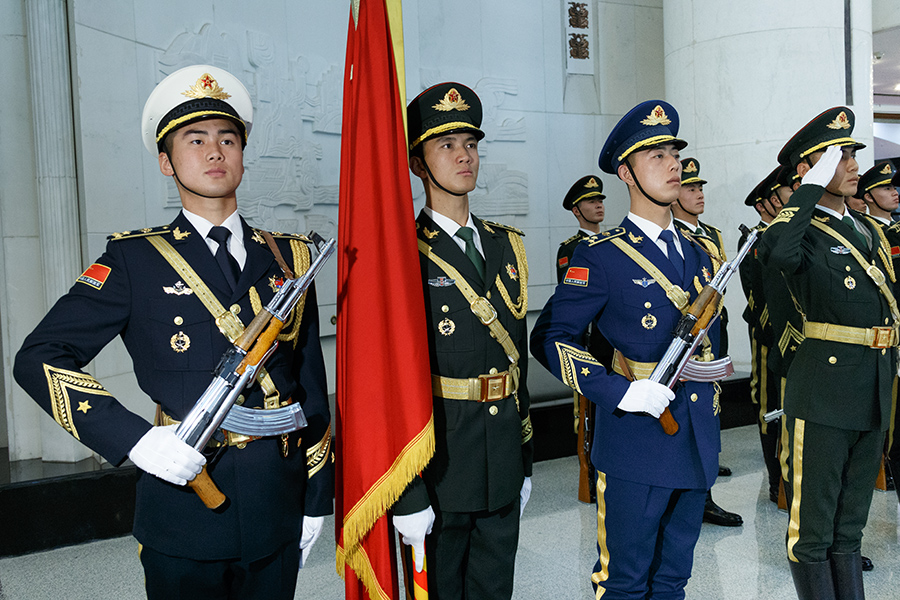
A guarda de honra durante a cerimônia de chegada de Sergey Shoigu, em novembro de 2016.
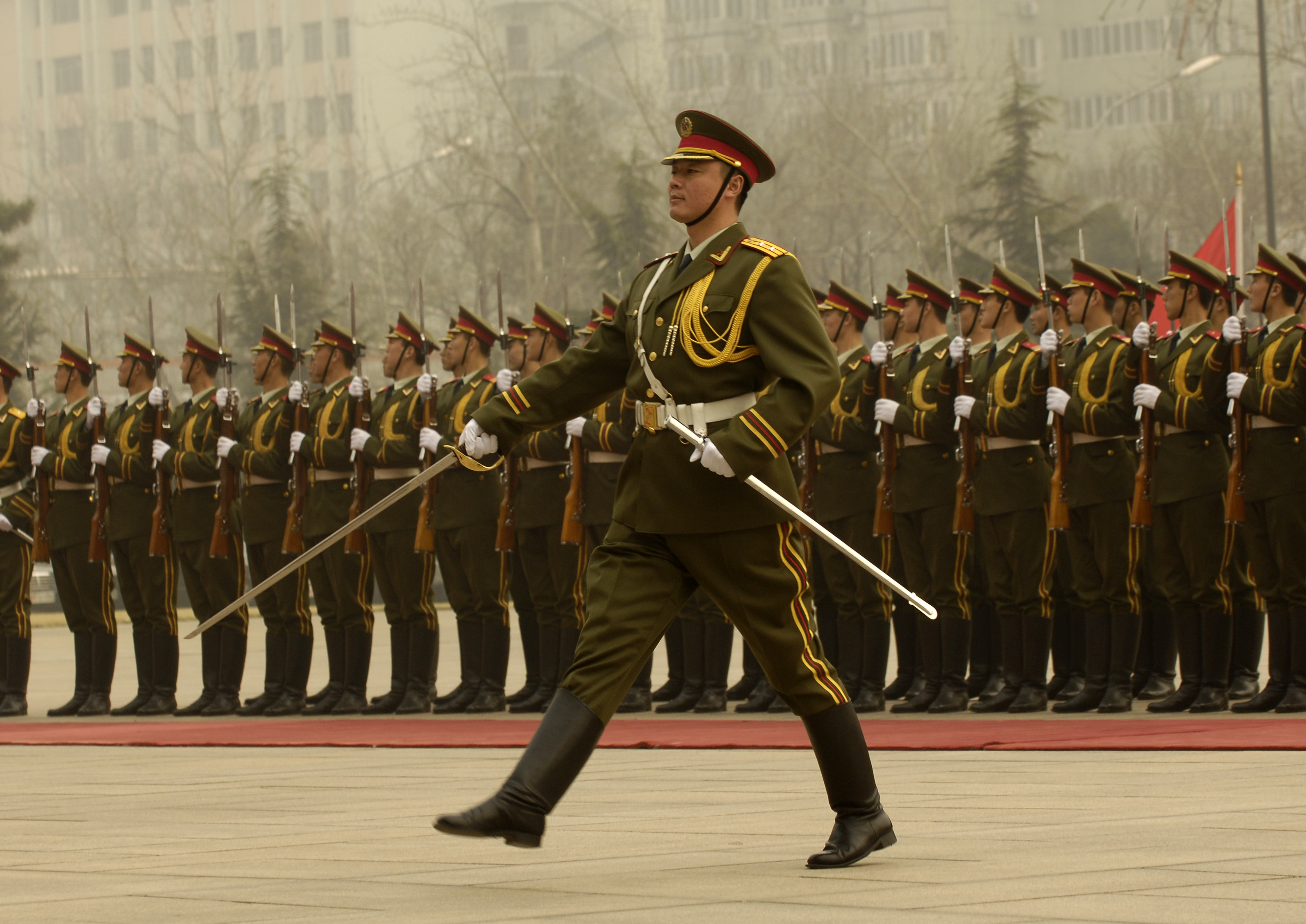
O comandante da guarda de honra faz a saudação enquanto marcha para a base de saudação, onde o general visitante Peter Pace receberá o relatório de boas-vindas.
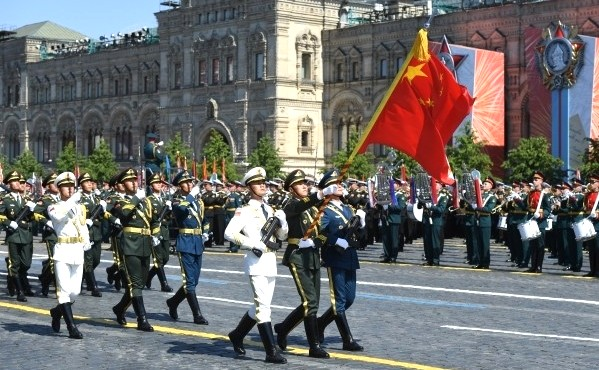
Soldados do batalhão marchando na Praça Vermelha em junho de 2020.